# Auktorsnamn

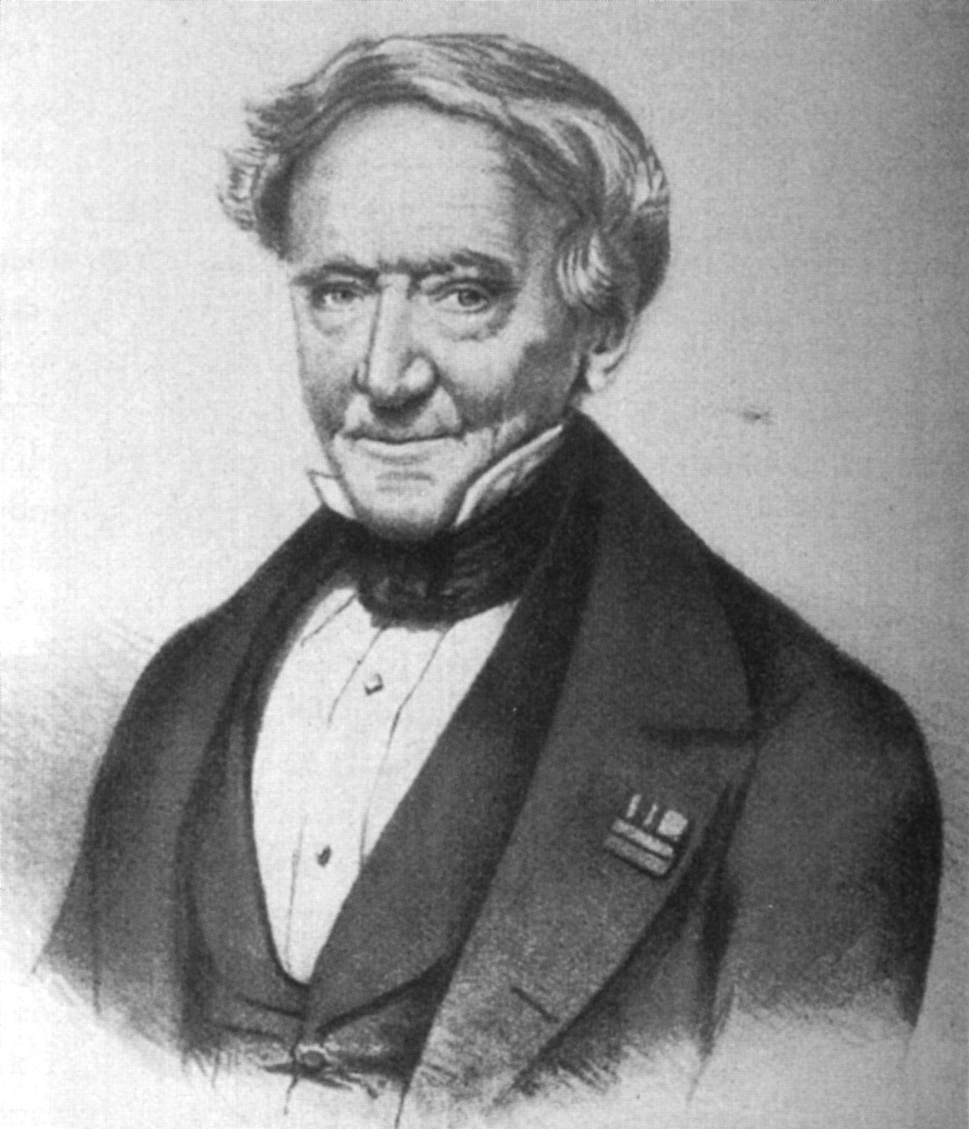
Porträtt av Coenraad Jacob Temminck, som står som auktor för 348 olika arter av fåglar.

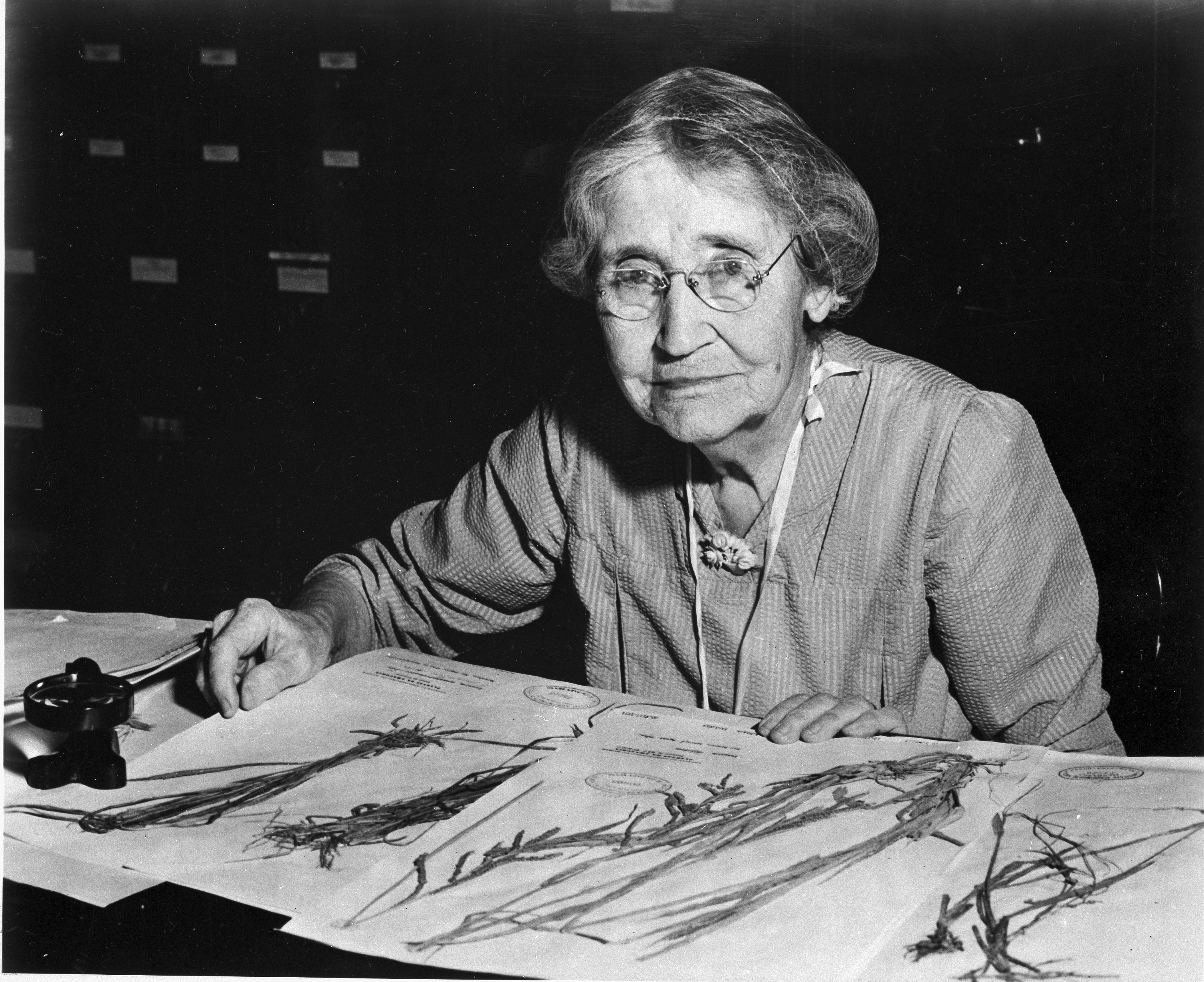
Mary Agnes Chase

Auktorsnamn är inom den biologiska systematiken namnet på den person eller den grupp som först använde sig av ett visst vetenskapligt namn för ett visst taxon, exempelvis en art. Detta skall dessutom vara gjort utifrån särskilda kriterier och ha publicerats i skrift.
Auktor går tillbaka till latinets auctor som bland annat betyder ”upphovsman” och ”författare”. På svenska används auktor med de betydelserna.
Auktorsnamnet förekommer som en förkortning eller ett efternamn, efter det vetenskapliga namnet på ett taxon i en binärnomenklatur (se även taxonomi).

## Skrivsätt
I zoologiska sammanhang brukar auktorn listas med sitt efternamn – ibland tillkommer även initialer – medan man inom botaniken istället använder mer eller mindre vedertagna förkortningar.
När både efternamn och initial är identiska, ser man ibland bis ("den andre") fogad till den yngre av auktorernas beteckning.
Inom den botaniska nomenklaturen används också ibland beteckningen ƒ. (från latinets filius, "son"), vilken används då far och son båda var verksamma taxonomer. Exempelvis används L. inom botaniken för att beteckna Carl von Linné, och L.ƒ. för att beteckna Carl von Linné d. y., alltså hans son med samma namn.
Auktorsförkortningen skrivs alltid utan blanksteg mellan delarna. Initialer efterföljs med få undantag av punkttecken som avskiljare och avslutning. 
Exempel: E.B.Almq. för Ernst Bernhard Almquist. 
Exempel på undantag: Ekmanel för Erik Leonard Ekman.

## Flera auktorer
Om auktorsnamnet står inom parentes innebär det att taxonet senare har omklassificerats. Den auktor som först klassificerade står kvar inom parentes, medan den som senast gjort en omklassificering – exempelvis flyttat arten till ett annat släkte – står efter parentesen. 
Står auktorsnamnet istället inom hakparenteser är den ursprungliga beskrivaren okänd eller anonym. Auktorsnamnet kan ibland efterföljas av ett årtal som anger när taxonet beskrevs.
Om en auktor har beskrivit något men inte publicerat det och någon annan senare publicerar beskrivningen anges den som publicerat som auktor. Om den som publicerar anger den som först beskrev skrivs båda ut med ex mellan. Inom botaniken skrivs den som beskrev först och den som publicerade därefter. Inom zoologin skrivs i omvänd ordning. 

## Exempel på auktorsnamn och auktorsförkortningar
- Aresch. för John Erhard Areschoug (1811–1887) och F.Aresch. för Fredrik Areschoug (1830–1908)
- L. (inom botanik) eller Linnaeus, alternativt Linné (inom zoologi) - Carl von Linné (1707–1778)
- Ramond (inom botanik) - Louis Ramond de Carbonnières (1755–1827)
- Retz. - Anders Jahan Retzius (1742–1821)
- Schreb. (inom botanik) eller Schreber (inom zoologi) - Johann Christian Daniel von Schreber (1739–1810)
- Thunb. (inom botanik) - Carl Peter Thunberg (1743–1828)